# Pangonius brevicornis
Pangonius brevicornis är en tvåvingeart som först beskrevs av Krober 1921.  Pangonius brevicornis ingår i släktet Pangonius och familjen bromsar.
Artens utbredningsområde är Marocko. Inga underarter finns listade i Catalogue of Life.